# 레아 (1993년)
레아 파크(영어: Rhea Park(본명: 박윤희), 1993년 4월 15일~)는 푸에르토 리코의 수도 산 후안에서 출생한, 대한민국의 가수(걸 그룹 출신)이자 배우 및 요가 강사이며, CEO 기업인이었고, 방송인(비디오 자키)이기도 했으며, 어언 8년간 활약하다 2020년 11월 이후부터, 모든 예술적 작품 활동 분야를 전격 은퇴했다.
중남미 푸에르토 리코 수도 산 후안에서, 영구거주권 관련으로 거주 중이던 한국인 아버지와 그의 한국인 부인 사이에서 2녀 중 장녀(첫째)로 출생하여, 지난날 한때 미국 뉴 멕시코 주 샌타 페이에서 잠시 유아기를 보낸 적이 있고, 어린 시절 푸에르토 리코 산 후안에서 초등학교를 나온 후 필리핀 수도 마닐라에서 중학교를 나왔으며, 미국 수도 워싱턴에서, 2010년 8월에 고등학교를 나온 그녀는 2012년 7월, 대한민국에서 뮤지컬배우로 첫 데뷔를 하였고, 2016년 5월 9일 당시에, 여성 댄스 팝 음악 그룹 "리브 하이(Live High)"의 구성원을 통해 가수로 정식 데뷔하였다.
영어 회화·스페인어 회화·타갈로그어 회화에 능통하기도 한 그녀는 요가 지도사 자격증 등을 보유하고 있기도 하다.
지난날의 대한민국의 가수, 배우, 작사가, 기업가, 방송인 등으로 어언 8년간 활약했다가, 2020년 11월 이후부터는 이른바 예술적인 작품 활동 등등 분야에서부터 모두 전격적인 완전한 은퇴를 선언하였다.

## 출연작

### 뮤지컬
- 2012년 : 《뮬란》 ... 어린 뮬란 공주 역(단역)

### TV 드라마
- 2013년 : SBS 특집 대하 드라마 《대풍수》 ... 한송이 역(단역)

### TV 프로그램
- 2016년 : EBS TV 《톡 톡 보니 하니》 ... (특정 요일 게스트)
- 2016년 : 아리랑 TV 《Simply K-pop》
- 2017년 : 아리랑 TV 《Pops in Seoul》
- 2017년 : 웹 예능 《퐁당맨》
- 2017년 : CGN TV 《나는야 주의 어린이》
- 2017년 : EBS TV 《딩동댕 유치원》 ... (특정 요일 게스트)
- 2018년 : EBS TV 《딩동댕 유치원》 ... 진행자들 중 마리 캐릭터
- 2018년 : 국방 TV 《행군기》
- 2018년 : EBS TV 《초이슈》 ... (특정 주간 게스트)